# 19 Komenda Odcinka Lębork
19 Komenda Odcinka Lębork – samodzielny pododdział Wojsk Ochrony Pogranicza.

## Formowanie i zmiany organizacyjne
19 Komenda Odcinka sformowana została w 1946 w strukturze organizacyjnej 4 Morskiego Oddziału Ochrony Pogranicza. We wrześniu 1946 odcinek przekazano nowo sformowanemu Gdańskiemu Oddziałowi WOP nr 12. W 1948, na bazie 19 Komendy Odcinka sformowano Samodzielny Batalion Ochrony Pogranicza nr 2.

## Służba graniczna
W grudniu 1946, na skutek niewłaściwego rozpoznania i ustalania styków przez komendantów 19 i 20 komendy odcinka spowodowano, że 11 km odcinek od Oksywia aż po m. Rewa nie był ochraniany. W styczniu 1947 z 97 strażnicy 20 odcinka WOP wyznaczono placówkę w m. Mechelinki w składzie 1+18 .

## Struktura organizacyjna
Dyslokacja 19 Komendy Odcinka Lębork przedstawiała się następująco:
- Komendantura odcinka nr 19 – Lębork
- 91 strażnica – Zakęcin
- 92 strażnica – Biała Góra
- 93 strażnica – Kalwaria
- 94 strażnica – Hallerowo[5]
- 95 strażnica – Puck

## Dowódcy odcinka
- ppor. E. Ebertowski
- kpt. Eugeniusz Krukowski (był 10.1946)[c].